# Гіоргі

Гіоргі (груз. გიორგი) — в грузинській міфології персонаж, ідентифікований (після прийняття християнства) зі святим Георгієм Змієборцем.
На думку ряду дослідників, ім'я Гіоргі, як і більшість сюжетів і мотивів з ним пов'язаних, має дохристиянське походження. Народний культ Гіоргі об'єднав в собі різноманітні стародавні уявлення, згідно з якими він — мисливець буде нищити диких звірів, покровитель землеробства, повелитель небесного вогню і грому. Мотив божества-вершника, мисливця, який своєю щорічної смертю і воскресінням уособлював щорічне згасання і відродження природи, в поєднанні з уявленнями про пристрасного героя, трансформувався вже в християнську епоху в легенду про муки Гіоргі. По цій легенді, тіло Гіоргі було розчленоване богом на 360 частин, і в місцях, де були розкидані ці частини, споруджені церкви.
У багатьох історичних джерелах (записки католицьких місіонерів і російських послів, твори грузинських істориків) зафіксовано уявлення про жертовних тварин, які нібито добровільно приходять в святилища, присвячені Гіоргі, на заклання. Спочатку в святилища приходив олень (лань, тур), але після осквернення його жінками, які скуштували жертовного м'яса, Гіоргі замінив оленя биком. У цьому сюжеті відбилася трансформація найдавніших міфологічних уявлень — перетворення духу дикої природи в покровителя культурного господарства (скотарства).
Після поширення культу християнського святого Георгія з останнім ототожнювалися багато стародавніх божеств — Джарг (у сванів), Джеге (в Мінгрелії), локальні божества груз. горян (Джварі).